# Tommaso Augello
Tommaso Augello (Milán, Italia, 30 de agosto de 1994) es un futbolista italiano. Juega de defensa y su equipo es el Palermo F. C. de la Serie B de Italia.

## Trayectoria
Augello debutó profesionalmente en la Serie C el 5 de septiembre de 2014 por el Giana Erminio contra el Lumezzane.
El 9 de julio fue enviado a préstamo con obligación de compra a la U. C. Sampdoria de la Serie A.

## Estadísticas
Actualizado al último partido disputado el 23 de mayo de 2025.
| Club | Div.          | Temporada     | Liga  | Liga  | Copas nacionales(1) | Copas nacionales(1) | Total | Total |
| Club | Div.          | Temporada     | Part. | Goles | Part.               | Goles               | Part. | Goles |
| --- | ------------- | ------------- | ----- | ----- | ------------------- | ------------------- | ----- | ----- |
| Pontisola · Italia | 4.ª           | 2011-12       | 23    | 0     | ―                   | ―                   | 23    | 0     |
| Pontisola · Italia | 4.ª           | 2012-13       | 35    | 3     | 2                   | 1                   | 37    | 4     |
| Pontisola · Italia | 4.ª           | 2013-14       | 34    | 0     | 2                   | 0                   | 36    | 0     |
| Pontisola · Italia | Total club    | Total club    | 92    | 3     | 4                   | 1                   | 96    | 4     |
| A. S. Giana Erminio · Italia | 3.ª           | 2014-15       | 35    | 0     | 2                   | 0                   | 37    | 0     |
| A. S. Giana Erminio · Italia | 3.ª           | 2015-16       | 33    | 1     | 3                   | 0                   | 36    | 1     |
| A. S. Giana Erminio · Italia | 3.ª           | 2016-17       | 41    | 0     | 5                   | 1                   | 46    | 1     |
| A. S. Giana Erminio · Italia | Total club    | Total club    | 109   | 1     | 10                  | 1                   | 119   | 2     |
| Spezia Calcio · Italia | 2.ª           | 2017-18       | 14    | 0     | 1                   | 0                   | 15    | 0     |
| Spezia Calcio · Italia | 2.ª           | 2018-19       | 32    | 1     | 2                   | 0                   | 34    | 1     |
| Spezia Calcio · Italia | Total club    | Total club    | 46    | 1     | 3                   | 0                   | 49    | 1     |
| U. C. Sampdoria · Italia | 1.ª           | 2019-20       | 17    | 0     | 1                   | 0                   | 18    | 0     |
| U. C. Sampdoria · Italia | 1.ª           | 2020-21       | 37    | 1     | 1                   | 0                   | 38    | 1     |
| U. C. Sampdoria · Italia | 1.ª           | 2021-22       | 36    | 1     | 2                   | 0                   | 38    | 1     |
| U. C. Sampdoria · Italia | 1.ª           | 2022-23       | 37    | 2     | 3                   | 0                   | 40    | 2     |
| U. C. Sampdoria · Italia | Total club    | Total club    | 127   | 4     | 7                   | 0                   | 134   | 4     |
| Cagliari Calcio · Italia | 1.ª           | 2023-24       | 32    | 1     | 1                   | 0                   | 33    | 1     |
| Cagliari Calcio · Italia | 1.ª           | 2024-25       | 38    | 0     | 3                   | 0                   | 41    | 0     |
| Cagliari Calcio · Italia | Total club    | Total club    | 70    | 1     | 4                   | 0                   | 74    | 1     |
| Palermo F. C. · Italia | 2.ª           | 2025-26       | 0     | 0     | 0                   | 0                   | 0     | 0     |
| Palermo F. C. · Italia | Total club    | Total club    | 0     | 0     | 0                   | 0                   | 0     | 0     |
| Total carrera | Total carrera | Total carrera | 444   | 10    | 29                  | 2                   | 473   | 12    |
| (1) Incluye datos de la Copa de Italia (2012-13, 2013-14, 2017-18, 2018-19, 2019-20) y la Copa de la Serie C (2014-15, 2015-16, 2016-17) (2) Incluye datos de los playoffs de la Serie C |               |               |       |       |                     |                     |       |       |